# Tomaso Albinoni
« Albinoni » redirige ici. Pour les autres significations, voir Albinoni (homonymie).

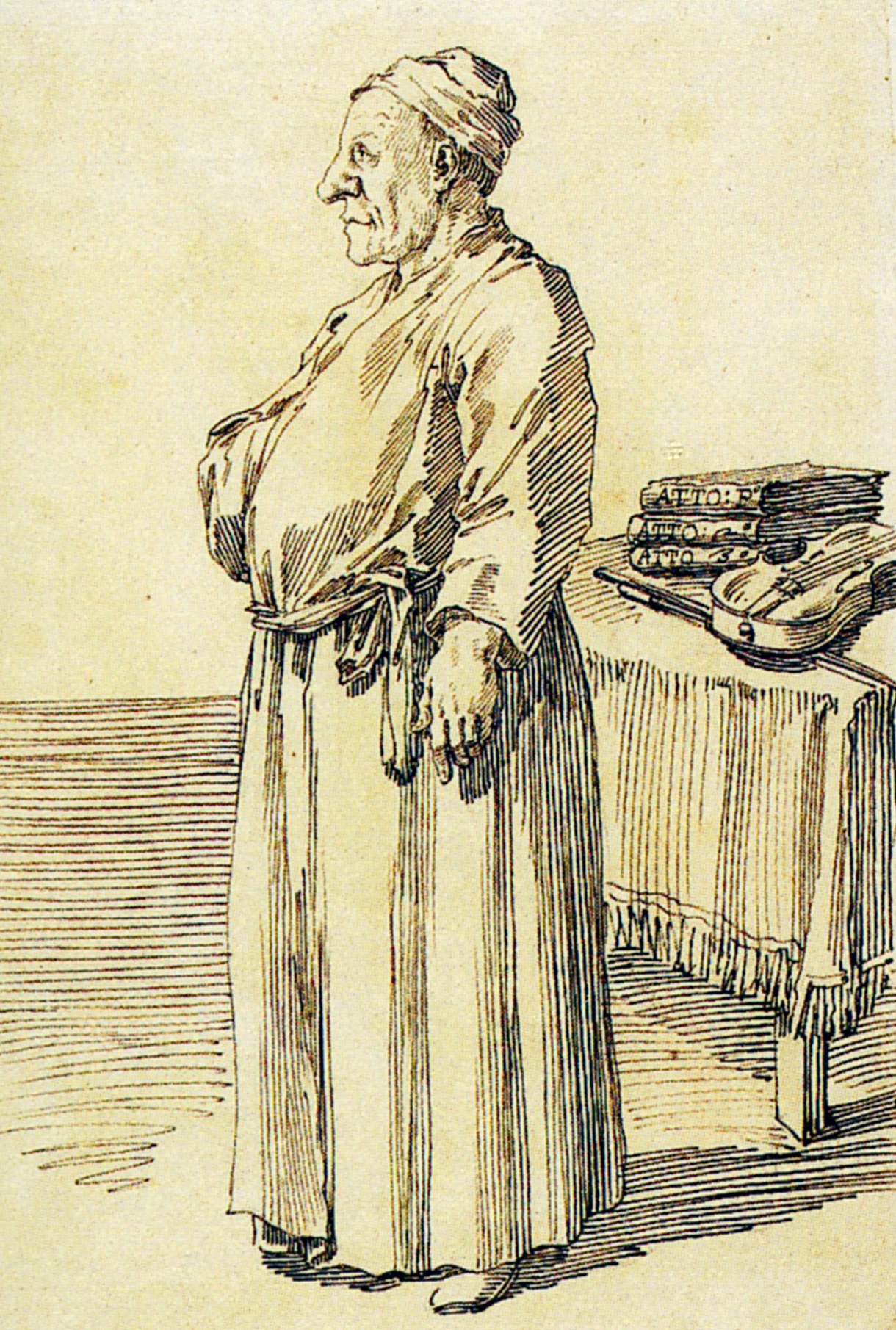
Tomaso Albinoni (?), caricature de Pier Leone Ghezzi, 1724-1727

Tomaso Giovanni Albinoni, né le 14 juin 1671 à Venise et mort le 17 janvier 1751 également à Venise, est un violoniste et compositeur vénitien de musique baroque. Il est souvent considéré comme un compositeur majeur du baroque italien. Il est surtout connu pour ses concertos, parmi lesquels ses œuvres pour un ou deux hautbois ainsi que celles pour violon. Contrairement à bon nombre de ses contemporains, Albinoni décide de ne pas se placer au service d'un protecteur ou d'une institution en particulier, mais de mener sa carrière en toute indépendance.

## Biographie
Les Albinoni étaient originaires de Bergame et sont venus à Venise au début du XVIIe siècle. Antonio Albinoni fit baptiser son fils Tomaso le 14 juin 1671 en l'église San Moisè.
Tomaso Albinoni a été un violoniste et un maître de chant renommé, mais on ignore quelle a été sa formation (certains musicologues avancent le nom de Legrenzi).
Issu d'une famille aisée de cartiers de Venise, Albinoni peut se consacrer à la musique sans crainte de soucis financiers. Il se qualifie lui-même de dilettante veneto. En tant que fils aîné, son père le destine à reprendre les intérêts de l'entreprise familiale. Cependant, après la mort de celui-ci en 1709, Tomaso abandonne la responsabilité de l'entreprise à ses deux frères cadets et se consacre uniquement à la musique, se qualifiant cette fois de musico di violino. Il épouse la cantatrice d'opéras Margherita Raimondi, qui décédera en 1721. À partir de 1741, dix ans avant sa mort, il n'existe plus aucun document le concernant, peut-être à cause d'une maladie.
Bach s'est intéressé à ses compositions et lui a même emprunté des thèmes musicaux. Il laissait aussi réaliser par ses élèves des partitions d'Albinoni ne contenant que la basse chiffrée.

## Œuvres
Tomaso Albinoni laisse environ 300 œuvres. Il a composé environ quatre-vingts opéras dont il ne reste pratiquement rien. En effet, près de soixante-dix de ces partitions furent détruites pendant le bombardement de Dresde en février 1945. On sait cependant que ses opéras étaient fréquemment représentés hors d'Italie dans les années 1720, notamment à Munich. Outre une trentaine de cantates, dont une seule a été publiée (Amsterdam vers 1701), c'est son œuvre instrumentale qui nous est parvenue, grâce à une publication imprimée :
- Op. 1 : 12 Suonate a tre, publiées à Venise en 1694 ;
- Op. 2 : 6 Sinfonie & 6 concerti a cinque, publiées à Venise en 1700 ;
- Op. 3 : 12 Balletti a tre, publiés à Venise en 1701 ;
- Op. 4 : 6 Sonate da chiesa pour violon & basse continue, publiées chez Roger à Amsterdam vers 1709 ;
- Op. 5 : 12 Concerti a cinque (& basse continue), publiés à Venise en 1707 ;
- Op. 6 : 12 Trattenimenti armonici per camera pour violon, violone et clavecin, publiés à Amsterdam vers 1712 ;
- Op. 7 : 12 Concerti a cinque pour un violon solo (no 1, 4, 7, 10), deux hautbois (no 2, 5, 8, 11) ou un hautbois solo (no 3, 6, 9, 12) & cordes, publiés à Amsterdam en 1715 ;
- Op. 8 : 6 Balletti e 6 Sonate a tre, publiés à Amsterdam en 1722 ;
- Op. 9 : 12 Concerti a cinque pour un violon solo (no 1, 4, 7, 10), un hautbois solo (no 2, 5, 8, 11) ou deux hautbois (no 3, 6, 9, 12) & cordes, publiés à Amsterdam en 1722 ;
- Op. 10 : 12 Concerti a cinque pour trois violons, alto, violoncelle & basse continue, publiés à Amsterdam (1735-36) chez l'imprimeur Michel Charles Le Cène

Ainsi qu'une vingtaine d'autres œuvres sans numéro d'opus, dont la plupart subsistent sous forme de manuscrits.
L’Adagio d'Albinoni, très connu du grand public, est en réalité une œuvre composée en 1945 par Remo Giazotto et éditée en 1958 à partir du fragment d'une sonate perdue d'Albinoni. Le thème de cet adagio se retrouve néanmoins dans plusieurs œuvres musicales du XVIIIe siècle (Andante moderato du concerto en ré majeur pour alto de Carl Stamitz).

## Discographie
- Sinfonie a Cinque, op. 2, Ensemble 415, Chiara Banchini
- Concerti a cinque op. 9 (libro I) (1722), par Alfredo Bernardini, Paolo Grazzi et le Concerto Armonico dir. Peter Szüts (Arts CDC 097)

## Hommages
Sont nommés en son honneur :
- l'astéroïde (7903) Albinoni, découvert en 1996[4] ;
- la rue Albinoni, à Paris[5].